# Frederik den Smukke
Frederik den Smukke (født ca. 1289 i Wien, død 13. januar 1330 i Gutenstein) af slægten Habsburg var hertug af Østrig som Frederik 1. og konge af Tyskland som Frederik 3.
Han var søn af Albert 1. af Østrig (tysk konge fra 1298 til sin død i 1308).
Frederik den Smukke var konge fra 25. november 1314 til sin død i 1330. Han blev gift med Isabel af Aragonien (1305 – 12. juli 1330) i 1315. Parret fik tre børn Frederick (1316-1322), Elisabeth (1317-1336) og Anna (1318-1336).